# پارک کی‌ال‌سی‌سی
پارک کی‌ال‌سی‌سی (به انگلیسی: KLCC Park) یک پارک شهری در کوالا لامپور سیتی سنتر، کوالا لامپور، مالزی است. این پارک برای تأمین فضای سبز برج‌های دوقلوی پتروناس و نواحی اطراف آن طراحی شده بود.

## طراحی
پارک توسط روبرتو بورل مارکس طراحی گردید. گفته می‌شود که این پارک آخرین کاری بود که توسط معمار برزیلی صورت پذیرفت. هنگامی که پارک طراحی شد، موضوع هدفگذاری شده برای آن، «اجازه دهیم به دنیا کمی بیشتر لطیف تر شود و کمی بیشتر پیرامون اهمیت طبیعت اطلاع‌رسانی شود» بود.